# (249541) Steinem
(249541) Steinem ist ein im äußeren Hauptgürtel gelegener Asteroid, der vom Wide-Field Infrared Survey Explorer (IAU-Code C51) am 19. April 2010 entdeckt wurde, einem unbemannten Weltraumteleskop der NASA, das im Januar 2010 den Betrieb aufnahm.
Der mittlere Durchmesser des Asteroiden wurde mit 5,257 (± 0,153) km berechnet, die Albedo mit 0,058 (± 0,010). Es ist also bei (249551) Steinem von einer dunklen Oberfläche auszugehen.
(249541) Steinem gehört zur Eos-Familie, einer Gruppe von Asteroiden, welche typischerweise große Halbachsen von 2,95 bis 3,1 AE aufweisen, nach innen begrenzt von der Kirkwoodlücke der 7:3-Resonanz mit Jupiter, sowie Bahnneigungen zwischen 8° und 12°. Die Gruppe ist nach dem Asteroiden (221) Eos benannt. Es wird vermutet, dass die Familie vor mehr als einer Milliarde Jahren durch eine Kollision entstanden ist.
Die zeitlosen (nichtoskulierenden) Bahnelemente von (249541) Steinem sind fast identisch mit denjenigen von zwölf weiteren Asteroiden, zum Beispiel (51812) 2001 OE7, (105227) 2000 PO5 und (128745) 2004 RO170.
(249541) Steinem wurde am 22. Februar 2016 nach der US-amerikanischen Feministin, Journalistin und Frauenrechtlerin Gloria Steinem (* 1934) benannt. Der Venuskrater Gloria hingegen war 1985 nach Gloria als portugiesischer Vorname benannt worden.